# كوني ماك
كورنيليوس ماجيليكودي، الأب (Cornelius McGillicuddy, Sr) (22 من ديسمبر 1862م– 8 من فبراير 1956م)، والمعروف أكثر باسم كوني ماك (Connie Mack)، كان لاعب كرة قاعدة (بيسبول) أمريكيًا محترفًا ومديرًا فنيًا وصاحب فريق. وهو صاحب أطول مدة خدمة كمدير فني في تاريخ دوري كرة القاعدة «البيسبول» الرئيس، كما أنه احتفظ بأرقام قياسية بعدد مرات الفوز (3731)، وعدد مرات الهزائم (3948)، وعدد مباريات كان فيها مديرًا فنيًا (7755)، وبمجموع انتصارات وصل إلى حوالي 1000 انتصار أي أكثر من أي مدير فني آخر.
وعمل ماك مديرًا فنيًا لفريق فيلاديلفيا أثليتيكس (Philadelphia Athletics) لأول خمسين موسم للنادي في هذه اللعبة، بداية من عام 1901م، قبل تقاعده في سن السابعة والثمانين بعد موسم 1950م، وكان على الأقل مالكًا جزئيًا منذ عام 1901م وحتى 1954م. ويُعد ماك أول مدير فني يفوز بسلسلة العالم (World Series) ثلاث مرات، كما أنه المدير الفني الوحيد الذي يفوز بسلسلة متوالية في مناسباتٍ منفصلة (1910–11، 1929–30)، وتظل ألقاب السلسلة الخمسة ثالث أكثر ما يمكن أن يصل إليه أي مدير فني، وتُصنف أعلام البطولات الرياضية التسعة في الدوري الأمريكي بالثانية في تاريخ الدوري. ومع ذلك، فقد أجبرت النزاعات المالية المستمرة ماك على اللجوء إلى إعادة تشكيل لائحة أعضاء الفريق بشكلٍ متكرر، بل انتهى الأمر بفرقه باحتلالها المركز الأخير سبع عشرة مرة. وفي عام 1937م تم انتخاب ماك ليدخل ردهة مشاهير كرة القاعدة.

## وصلات خارجية
- كوني ماك على موقع الموسوعة البريطانية (الإنجليزية)
- كوني ماك على موقع إن إن دي بي (الإنجليزية)
- كوني ماك على موقع دوري كرة القاعدة الرئيسي (الإنجليزية)
- كوني ماك على موقعبيزبول رفرنس.كوم (الدوري الرئيسي) (الإنجليزية)
- كوني ماك على موقعبيزبول رفرنس.كوم (الدوري الثانوي) (الإنجليزية)
- كوني ماك على موقع جمعية أبحاث البيسبول الأمريكية (الإنجليزية)
- كوني ماك على موقع إي إس بي إن.كوم (أم.أل.بي) (الإنجليزية)
- كوني ماك على موقع مشجعي الرسوم البيانية (الإنجليزية)
- كوني ماك على موقع قاعة مشاهير كرة القاعدة (الإنجليزية)

- Baseball-Reference.com – career managing record
- Photograph of Benjamin Shibe, Connie Mack and others at the groundbreaking of Shibe Park, later Connie Mack Stadium, in 1908 courtesy Temple University Libraries